# Preveza (perifereiakí enótita)
Preveza (gr. Πρέβεζα) är en regiondel (perifereiakí enótita), till 2010 prefekturen Nomós Prevézis, i regionen Epirus. Regiondelen hade år 1991 cirka 58 910 invånare och huvudstaden är Preveza. Den totala ytan på regiondelen är 1 086 km².
Regiondelen är uppdelad i tre kommuner. Den tidigare perfekturen hade nio kommuner.
- Dimos Parga
- Dimos Preveza
- Dimos Ziros